# Фокс, Джорджа
Джорджа Фокс (англ. Jorja Fox; род. 7 июля 1968, Нью-Йорк) — американская актриса, наиболее известна ролью криминалиста Сары Сайдл в телесериале «C.S.I.: Место преступления».

## Биография
Родилась в Нью-Йорке, куда её родители-франкоканадцы и старший брат Джефф переехали из Монреаля. В школу Джорджа пошла уже во Флориде, в городе Индиалантик. Через несколько лет модельное агентство предложило ей контракт, и высшую школу Джорджа окончила уже в Мельборн-бич, штат Флорида. Работая моделью, она побывала в самых знаменитых модельных домах Европы. В восемнадцать Джорджа решила окончательно сосредоточиться на актёрской игре и поступила в институт Ли Страсберга, где её преподавателем был знаменитый актёр и ветеран кино Уильям Хикли. Дебютом Джорджи Фокс в кино стал фильм 1989 года «Неизбежная расплата».
С детства увлекаясь театральной игрой, она основала театральную группу под названием Honeypot Productions, также она поёт и играет на гитаре и сама пишет пьесы. Джорджа живёт в Лос-Анджелесе, любит путешествовать и петь под гитару. У неё живёт собака породы боксер по кличке Али и два кота, которых зовут Румпельштильцхен и Сид Пуатье. Оба они отзываются на свои имена.
Фокс поддерживает Кампанию за права человека. С 19 лет является убеждённой вегетарианкой и активно сотрудничает с организацией PETA в деятельности по пропаганде вегетарианства. Канадская компания Matt & Nat, занимающаяся дизайном и производством веганских сумок, назвала один из своих продуктов её именем.

## Фильмография

### Актриса
| Год       |    | Русское название                    | Оригинальное название                         | Роль                    |
| --------- | -- | ----------------------------------- | --------------------------------------------- | ----------------------- |
| 1989      | ф  | Неизбежная расплата                 | The Kill-Off                                  | Мира Павлов             |
| 1992      | ф  | Счастливой адской ночи              | Happy Hell Night                              | девушка из Каппы Сигмы  |
| 1992      | с  | ABC Специально после школы          | ABC Afterschool Specials                      | Дайан Дравески          |
| 1993      | с  | Истории из жизни: Кризис в семье    | Lifestories: Families in Crisis               | Мэгги Глендон           |
| 1993      | с  | Закон и порядок                     | Law & Order                                   | Пола Энгрен             |
| 1993—1994 | с  | —                                   | Missing Persons                               | офицер Конни Карадзик   |
| 1994      | ф  | Мёртвый весельчак                   | Dead Funny                                    | Фейт 3                  |
| 1995      | ф  | Шутники                             | The Jerky Boys                                | девушка Лазарро         |
| 1995      | с  | —                                   | Courthouse                                    | Морин Доус              |
| 1995      | тф | —                                   | Alchemy                                       | Джози                   |
| 1996—1999 | с  | Скорая помощь                       | ER                                            | доктор Мэгги Дойл       |
| 1997      | с  | Эллен                               | Ellen                                         | привлекательная женщина |
| 1997      | тф | Дом Франкенштейна                   | House of Frankenstein                         | Фелисити                |
| 1998      | ф  | Как устроить самый жестокий месяц   | How to Make the Cruelest Month                | Сара Брайан             |
| 1999      | ф  | В плену у скорости                  | Velocity Trap                                 | Элис Паллас             |
| 1999      | ф  | —                                   | Forever Fabulous                              | Лиз Гилд                |
| 1999      | ф  | —                                   | The Hungry Bachelors Club                     | Делмар Янгблад          |
| 2000      | ф  | Помни                               | Memento                                       | жена Леонарда           |
| 2000      | с  | Западное крыло                      | The West Wing                                 | агент Джина Тоскано     |
| 2000—2015 | с  | C.S.I.: Место преступления          | CSI: Crime Scene Investigation                | Сара Сайдл              |
| 2003      | ки | —                                   | CSI: Crime Scene Investigation                | Сара Сайдл              |
| 2003      | ф  | —                                   | Down with the Joneses                         | Бев Джонс               |
| 2004      | ки | —                                   | CSI: Crime Scene Investigation — Dark Motives | Сара Сайдл              |
| 2005      | ф  | —                                   | Next Exit                                     | Терри                   |
| 2009      | с  | До смерти красива                   | Drop Dead Diva                                | Марианн Нили            |
| 2011      | ф  | Три недели, чтобы попасть в Дайтону | 3 Weeks to Daytona                            | Шерил                   |
| 2015      | тф | CSI: Бессмертие                     | CSI: Immortality                              | Сара Сайдл              |
| 2018      | тф | —                                   | Chiefs                                        | Вики                    |
| 2021      | ф  | Карта совершенных мгновений         | The Map of Tiny Perfect Things                | Грета                   |
| 2021      | с  | C.S.I.: Вегас                       | CSI: Vegas                                    | Сара Сайдл              |